# إلوود ريد
إلوود ريد (بالإنجليزية: Elwood Reid) (19 ديسمبر 1966، كليفلاند في الولايات المتحدة)؛ روائي أمريكي.

## روابط خارجية
- إلوود ريد على موقع IMDb (الإنجليزية)
- إلوود ريد على موقع قاعدة بيانات الفيلم (الإنجليزية)